# Alvin Curran

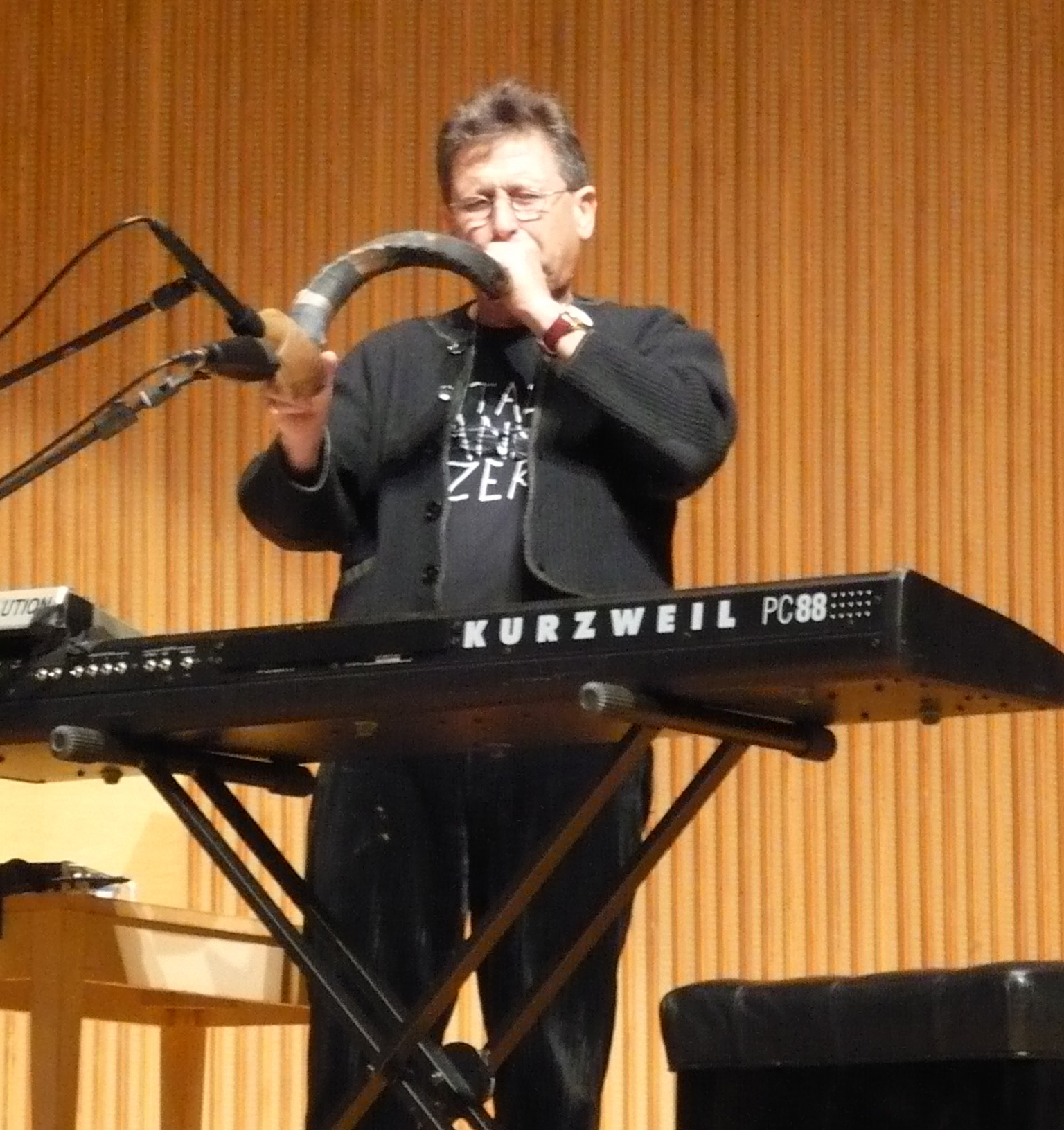
Alvin Curran (2008)

Alvin Curran (* 13. Dezember 1938 in Providence, Rhode Island) ist ein US-amerikanischer Komponist.

## Leben
Curran studierte bei Elliott Carter. Gemeinsam mit Frederic Rzewski und Richard Teitelbaum und anderen gründete er 1966 das Improvisationsensemble Musica Elettronica Viva. Von 1991 bis 2006 war er Darius Milhaud-Professor am Mills College.
Curran verwendet in seiner Musik regelmäßig elektronische Sounds, aber auch Geräusche der Umwelt. 1988 wurde zum Gedenken an die Novemberpogrome 1938 seine Komposition Crystal Psalms uraufgeführt. Seit 1996 arbeitet er an Inner Cities, einer Serie von Solo-Pianostücken.
Am 19. Juni 2010 führte Curran am Schaumainkai am nördlichen Mainufer in Frankfurt am Main mit 100 Instrumentalisten ein Auftragswerk der Musikhochschule Frankfurt unter dem Titel Maritime Rites auf.
Im Jahr 2011 wurde Alvin Curran mit dem Fellowship Medienkonvergenz des Gutenberg-Forschungskollegs der Johannes Gutenberg-Universität Mainz ausgezeichnet und war  „Composer in residence“ der Hochschule für Musik Mainz. In diesem Kontext realisierte er sein neuestes Werk „Rhinestones“ im Rhododendrenhain auf der Bundesgartenschau 2011 in Koblenz und konzipierte dort die Abschlussveranstaltung des Spektrum Villa Musica des Netzwerk Neue Musik am 14. September 2011.

## Diskographie (Auswahl)
- Maritime Rites, (1984), New World Records[2]
- Electric Rags II (1989) New Albion Records, mit dem Rova Saxophone Quartet.
- Songs and Views of the Magnetic Garden (1975/1993) Catalyst Records
- Schtyx (1994) CRI. Abel Steinberg Winant Trio.
- Animal Behaviour (1995) Tzadik.
- Theme Park (1998) Tzadik.
- Crystal Psalms (1999) New World Records.
- Lost Marbles (2004) Tzadik.
- Toto Angelica (2005) I Dischi di Angelica.
- Inner Cities (2005). Daan Vandewalle: Long Distance Records
- For Cornelius. Kees Wieringa, Do Records